# باگولینو
باگولینو (به ایتالیایی: Bagolino) یک کومونه در ایتالیا است که در استان برشا واقع شده‌است.

## خصوصیات
باگولینو ۱۰۹ کیلومترمربع مساحت و ۳٬۹۶۰ نفر جمعیت دارد و ۷۷۸ متر بالاتر از سطح دریا واقع شده‌است.

## خواهرخوانده
شهرهای Mozac و اتینگن خواهرخوانده‌های باگولینو هستند.